# Сюґен-но
Сюґен-но (яп. 修 験 能, сюґенно:) — танцювальна вистава з елементами драми, виконувана гірськими ченцями-відлюдниками ямабусі і сформована до середини XIII століття. Назва вистави походить від назви вчення сюгендо.

## Спектакль

### Місце проведення та реквізит
Найчастіше вистави сюґен-но виконувалися в святилищах в залах для поклоніння, рідше — у вітальні тоя в будинках чиновників. Вистави проходили без використання декорацій; на сцені був присутній хор з кількох людей, що співав під час дії. У виставах актори використовували маски інших театральних вистав — каґура, денґаку, Кьоґену. Основними музичними інструментами, які використовувались в сюген-но, були великий барабан, флейта, цимбали і тріскачка сасара.

### Хід спектаклю
Спектакль сюген-но тривав з раннього вечора до півночі і включав в себе десять танцювальних п'єс з невеликою кількістю діалогів середньою тривалістю 30 хвилин. Кожна така п'єса ділилася на п'ять частин: вона починалася з музичного вступу  Сінка  («початкова пісня») і пісні  макуде  («підйом завіси»). Після підняття завіси з'являвся танцівник і виконував  джі-маї  — танець, за допомогою якого персонаж представляв себе. Слідом під звуки пісні  самадате  («опис»), в якій містився основний зміст п'єси, він виконував танець і пантоміму, відповідні тексту пісні. Потім виконувався заключний танець  сі-маї .

### Види танців
Танці сюґен-но поділяються на чотири категорії:
- Танці ритуального характеру  ґірей-маї  (儀礼 舞);
- Молитовні і заклинальні танці  кіто-маї  (祈祷 舞), що показували фізичну силу ямабусі або їх здатність виганяти демонів;
- Військові танці  бусі-маї  (武士 舞), що зображували легендарні сцени битв;
- «Блазнівські танці»  доке-маї  (道 化 舞), в основі яких лежали комічні і гротескні історії з життя простого народу.